# Trung tâm Hồi giáo Linwood
Trung tâm Hồi giáo Linwood là một nhà thờ Hồi giáo ở Linwood, Christchurch, New Zealand. Nhà thờ Hồi giáo khai trương vào đầu năm 2018 với lý do là một nhà thờ cũ. Đây là nhà thờ Hồi giáo thứ hai được mở tại thành phố Christchurch.
Vào ngày 15 tháng 3 năm 2019, nhà thờ Hồi giáo, cùng với Nhà thờ Hồi giáo Al Noor, là một trong hai mục tiêu của các cuộc tấn công nhà thờ Hồi giáo ở thành phố Christchurch. Bảy người tại nhà thờ Hồi giáo Linwood Avenue ban đầu được báo cáo là đã chết, với những người khác bị thương. Những người sống sót mô tả một tay súng nổ súng cầu nguyện cho mọi người, với mười người sau đó được báo cáo là đã chết, ba người trong số họ ở bên ngoài nhà thờ Hồi giáo.